# کارووویتس
کارووویتس (به لهستانی:  Karłowiec) یک روستا در لهستان است که در گمینا میرسک واقع شده‌است.